# Kanton Offranville
Kanton Offranville is een voormalig kanton van het Franse departement Seine-Maritime. Het kanton maakte deel uit van het arrondissement Dieppe. Het werd opgeheven bij decreet van 27 februari 2014 met uitwerking in maart 2015.

## Gemeenten
Het kanton Offranville omvatte de volgende gemeenten:
- Ambrumesnil
- Arques-la-Bataille
- Aubermesnil-Beaumais
- Le Bourg-Dun
- Colmesnil-Manneville
- Hautot-sur-Mer
- Longueil
- Martigny
- Offranville (hoofdplaats)
- Ouville-la-Rivière
- Quiberville
- Rouxmesnil-Bouteilles
- Saint-Aubin-sur-Scie
- Saint-Denis-d'Aclon
- Sainte-Marguerite-sur-Mer
- Sauqueville
- Tourville-sur-Arques
- Varengeville-sur-Mer